# Quake
Quake es una serie de videojuegos de disparos en primera persona para PC y diversas videoconsolas, realizados por id Software. La serie principal se compone de los siguientes videojuegos: 
- Quake
- Quake II
- Quake III Arena
- Quake 4
- Enemy Territory: Quake Wars
- Quake Live
- Quake Champions

## Argumento

### Quake
En un futuro no lejano, científicos militares dan sus primeros pasos en la tecnología de la teletransportación, creando los Slipgates (Portales-Pasadizos), artefactos que permiten materializar organismos desde y hasta puntos espaciales distantes. Sin que ellos pudieran prevenirlo, estos aparatos eran capaces —además— de unir dimensiones, produciendo que una de estas instalaciones construyera el puente entre este universo y una realidad plagada de demonios (alusiva al infierno), iniciándose una invasión a gran escala que amenaza con arrasar el planeta. Pronto, los soldados de las bases militares terrestres caen derrotados ante las gigantescas hordas.
En este punto, y sin una introducción gráfica, el jugador toma el rol del último superviviente de un batallón, un anónimo soldado (posteriormente llamado Ranger en Quake III Arena) quien cruza el primer portal e inicia la odisea de derrotar al mayor de estos demonios, un enemigo sumamente poderoso solo conocido por el nombre clave “Quake” (que posteriormente se revelará como Shub-Niggurath, oscura diosa pagana llena de maldad).
Armado solo con una escopeta y un hacha, este soldado iniciará numerosos viajes interdimensionales entre nuestro mundo y el demoníaco, buscando las salidas de los lugares en que aparezca teletransportado, a fin de acercarse cada vez más a Shub-Niggurath y cumplir su misión de exterminarlo.
Las secuelas de Quake solo aparecen mediante expansiones.

### Quake II
A diferencia de Quake, que está basado en la fantasía oscura, Quake II, Quake 4, Enemy Territory: Quake Wars y sus expansiones están basadas completamente en ciencia ficción.
La acción en solitario tiene lugar, en Enemy Territory: Quake Wars, pasando por Quake II y terminando con Quake 4, en una invasión a la civilización extraterrestre Stroggs, el jugador es un soldado del (presumiblemente) último intento de la humanidad de librarse de la pronta asimilación por parte de los stroggs, cyborgs extraterrestres que invaden planetas para quitarle sus recursos, sin embargo, los recursos que los stroggs necesitan son seres vivos para funcionar con sus máquinas cibernéticas expandiendo así su dominio.

### Arena
A diferencia de los otros argumentos, y debido al creciente número de juegos en línea, juegos como Quake III Arena toman lugar en algunos planetas, naves o el mismo espacio exterior, en donde todos los jugadores son asignados al campo de batalla y así llevar la copa, ya sea individualmente o por equipos.

## Cronología
Cronología de toda las serie de Quake incluyendo versiones especiales, limitadas y spin-offs hasta el año 2017:
| Título                                                    | Fecha (Día/Mes/Año) | Desarrollador(es)                                                                                   | Distribuidora(s) | Motor        | Versión                                        | Música                           | Plataforma(s)                                                            | Región(es) | Clasificación(es) | Comentarios |
| --------------------------------------------------------- | ------------------- | --------------------------------------------------------------------------------------------------- | --- | ------------ | ---------------------------------------------- | -------------------------------- | ------------------------------------------------------------------------ | --- | ----------------- | --- |
| Quake                                                     | 22 / 06 / 1996      | id Software ClickBOOM (Amiga) Lobotomy Software (SS) Midway Games (N64)                             | GT Interactive (PC) PXL computers (Amiga) MacSoft (Macintosh) Midway Games (N64) Sega (SS) Pulse Interactive (mobile) | Quake engine | 1.08 (DOS) 1.09 (WinQuake) 1.09/0.98 (GLQuake) | Trent Reznor                     | Microsoft Windows DOS Macintosh Sega Saturn Nintendo 64 Amiga OS         | NTSC y PAL N64: NUS-NQKE (NA) NUS-NQKP (EU) SS: 81066 (NA) MK81066-50 (EU)                                       |                   | |
| id Anthology                                              | 30 / 11 / 1996      | id Software                                                                                         | id Software | id Tech      |                                                |                                  |                                                                          | |                   | Incluye 4 CD-ROM con todos los juegos de id Software publicados hasta esa fecha. |
| Quake II                                                  | 09 / 12 / 1997      | id Software Logicware (Mac) Raster Productions (N64) Hammerhead (PS) Hyperion Entertainment (Amiga) | Activision | id Tech 2    | 3.20 3.21 (código fuente)                      | Sonic Mayhem Rob Zombie          | Microsoft Windows Macintosh Nintendo 64 PlayStation Amiga XBOX 360 Steam | NTSC y PAL N64: NUS-NQ2E (NA) NUS-NQ2P (EU) PlayStation: SLUS-00757 (NA) SLES-01534 (EU)                         |                   | |
| Quake II Netpack I: Extremities                           | 26 / 11 / 1998      | id Software                                                                                         | Activision | id Tech 2    |                                                |                                  |                                                                          | |                   | El Netpack es una colección de Quake II con modificaciones hechas por los fanes del juego. Los mods son de libre acceso a través de Internet, id Software sin embargo decidió poner lo mejor de ellos en un CD. Se incluye: Action Quake 2, CAPTURE!, The C.H.A.O.S Deathmatch, Red Rover, Eraser Bot, Jail Break, Kick, PowerBall, QWar 2, Rail Arena y Rocket Arena 2. |
| Quake II: Quad Damage                                     | 00 / 00 / 1999      | Rogue Entertainment Xatrix Entertainment, Inc.                                                      | id Software Activision                                                                                                | id Tech 3    |                                                |                                  |                                                                          | |                   | Incluye Quake II con sus dos Mission Pack Mission Pack I: The Reckoning y Mission Pack II: Ground Zero + Quake II Netpack I: Extremities. |
| Quake III Arena                                           | 02 / 12 / 1999      | id Software Raster Productions (DC) Bullfrog Productions (PS2)                                      | Activision (Windows, Mac) Loki Software (Linux) Sega (DC) Electronic Arts (PS2)                                       | id Tech 3    |                                                | Sonic Mayhem Front Line Assembly | Microsoft Windows Mac OS Linux Dreamcast PlayStation 2                   | NTSC y PAL Dreamcast: 51061 (NA) MK-51061-50 (EU) PlayStation 2: SLUS-20167 (NA) SLES-50126 (EU) SLPS-20108 (JP) |                   | La versión para PS2 es llamada: Quake III Revolution. |
| Quake III: Arena (Elite Edition)                          | 00 / 00 / 1999      | id Software                                                                                         | Activision | id Tech 3    |                                                |                                  |                                                                          | |                   | La única diferencia entre Quake III Arena y esta "Edición Limitada Elite" es que su empaque es metálico (Tin Box). |
| Quake III: Team Arena                                     | 18 / 12 / 2000      | id Software                                                                                         | Activision | id Tech 3    | 1.32c                                          |                                  |                                                                          | |                   | Incluye varias actualizaciones como: nuevos tipos de juego, power-ups, armas, mapas, mejoras gráficas y sonoras. |
| Quake III Gold                                            | 26 / 09 / 2001      | id Software                                                                                         | Activision | id Tech 3    |                                                |                                  |                                                                          | |                   | Incluye Quake III Arena y Quake III: Team Arena. |
| Ultimate Quake                                            | 27 / 09 / 2001      | id Software                                                                                         | Activision |              |                                                |                                  |                                                                          | |                   | Incluye las versiones originales de Quake 1, 2 y 3. |
| Quake 4                                                   | 00 / 00 / 2005      | Raven Software, id Software                                                                         | Activision Aspyr Media 1C Company Valve Corporation                                                                   | id Tech 4    | 1.4.2 1.4.3 (Steam)                            | Chris Vrenna Clint Walsh         | Microsoft Windows Linux XBOX 360 Mac OS X                                | |                   | |
| Quake 4: Special DVD Edition                              | 00 / 00 / 2005      | Raven Software, id Software                                                                         | Activision Aspyr Media 1C Company Valve Corporation                                                                   | id Tech 4    |                                                | Chris Vrenna Clint Walsh         | Microsoft Windows Linux XBOX 360 Mac OS X                                | |                   | Incluye Quake 4 y Quake II con el Pack de Misiones: The Reckoning y Ground Zero, Concepto y galería de arte de la producción, La realización de: detrás de cámaras del documental y entrevistas con id Software y Raven Software. |
| Quake Mobile                                              | 00 / 00 / 2005      | Bear Naked Productions                                                                              | Pulse Interactive |              |                                                |                                  | iPhone                                                                   | |                   | Versión de Quake para Móviles. |
| Enemy Territory: Quake Wars                               | 00 / 00 / 2007      | Splash Damage id Software Nerve Software (XBOX 360) Underground Development (PS3)                   | Activision | id Tech 4    | 1.5                                            | Bill Brown                       | Microsoft Windows Linux Mac OS X PlayStation 3 XBOX 360                  | NTSC y PAL PlayStation 3: BLUS-30132 (NA) BLES-00184 (EU) BLJS-10022 (JP)                                        |                   | |
| Enemy Territory: Quake Wars (Limited Collector's Edition) | 00 / 00 / 2007      | Splash Damage id Software Nerve Software (XBOX 360) Underground Development (PS3)                   | Activision | id Tech 4    |                                                | Bill Brown                       | Microsoft Windows Linux Mac OS X PlayStation 3 XBOX 360                  | |                   | Incluye Enemy Territory: Quake Wars + 10 tarjetas de colección con detalles de cada diferente GDF y vehículos Strogg o transformables + 1 Bonus DVD con tráileres, entrevistas de los desarrolladores, tonos de llamada, arte conceptual y mucho más. |
| Quake Live                                                | 06 / 08 / 2010      | id Software                                                                                         | ZeniMax Media | id Tech 3    | 0.1.0.659                                      |                                  | Microsoft Windows Mac OS X Linux                                         | |                   | Versión en línea gratuita hasta 2015. |
| Quake Arena Arcade                                        | 15 / 12 / 2010      | Pi Studios, id Software                                                                             | Bethesda Softworks | id Tech 3    |                                                |                                  | XBOX 360 (XBLA)                                                          | |                   | Versión de Quake III Arena para XBOX 360. Únicamente por vía de descarga digital en XBOX Live Arcade. |
| Quake Champions                                           | 18/08/2022          | id Software                                                                                         | Bethesda Softworks | id Tech 6    |                                                |                                  | Microsoft Windows                                                        | |                   | Beta cerrada publicada el 6 de abril de 2017 Early access el 22 de agosto de 2017 Via Steam y Bethesda Launcher. Free to play |